# Leichtathletik-Weltmeisterschaften 2011/Teilnehmer (Island)
| Gelbes Symbol für Goldmedaillen mit stilisierten Olympischen Ringen | Graues Symbol für Silbermedaillen mit stilisierten Olympischen Ringen | Braundes Symbol für Bronzemedaillen mit stilisierten Olympischen Ringen |
| ------------------------------------------------------------------- | --------------------------------------------------------------------- | ----------------------------------------------------------------------- |
| —                                                                   | —                                                                     | —                                                                       |

Der Leichtathletik-Verband Islands stellte bei den Leichtathletik-Weltmeisterschaften 2011 im koreanischen Daegu zwei Teilnehmer.

## Ergebnisse

### Männer

#### Sprung/Wurf
| Athlet            | Disziplin  | Qualifikation | Qualifikation | Finale        | Finale        |
| Athlet            | Disziplin  | Weite/Höhe    | Platz         | Weite/Höhe    | Platz         |
| ----------------- | ---------- | ------------- | ------------- | ------------- | ------------- |
| Kristinn Torfason | Weitsprung | 7,17 m        | 30            | ausgeschieden | ausgeschieden |

### Frauen

#### Sprung/Wurf
| Athletin           | Disziplin | Qualifikation | Qualifikation | Finale        | Finale        |
| Athletin           | Disziplin | Weite/Höhe    | Platz         | Weite/Höhe    | Platz         |
| ------------------ | --------- | ------------- | ------------- | ------------- | ------------- |
| Ásdís Hjálmsdóttir | Speerwurf | 59,15 m PB    | 13            | ausgeschieden | ausgeschieden |